# Hyposoter nigritarsis
Hyposoter nigritarsis là một loài tò vò trong họ Ichneumonidae.